# Železnice Srbije

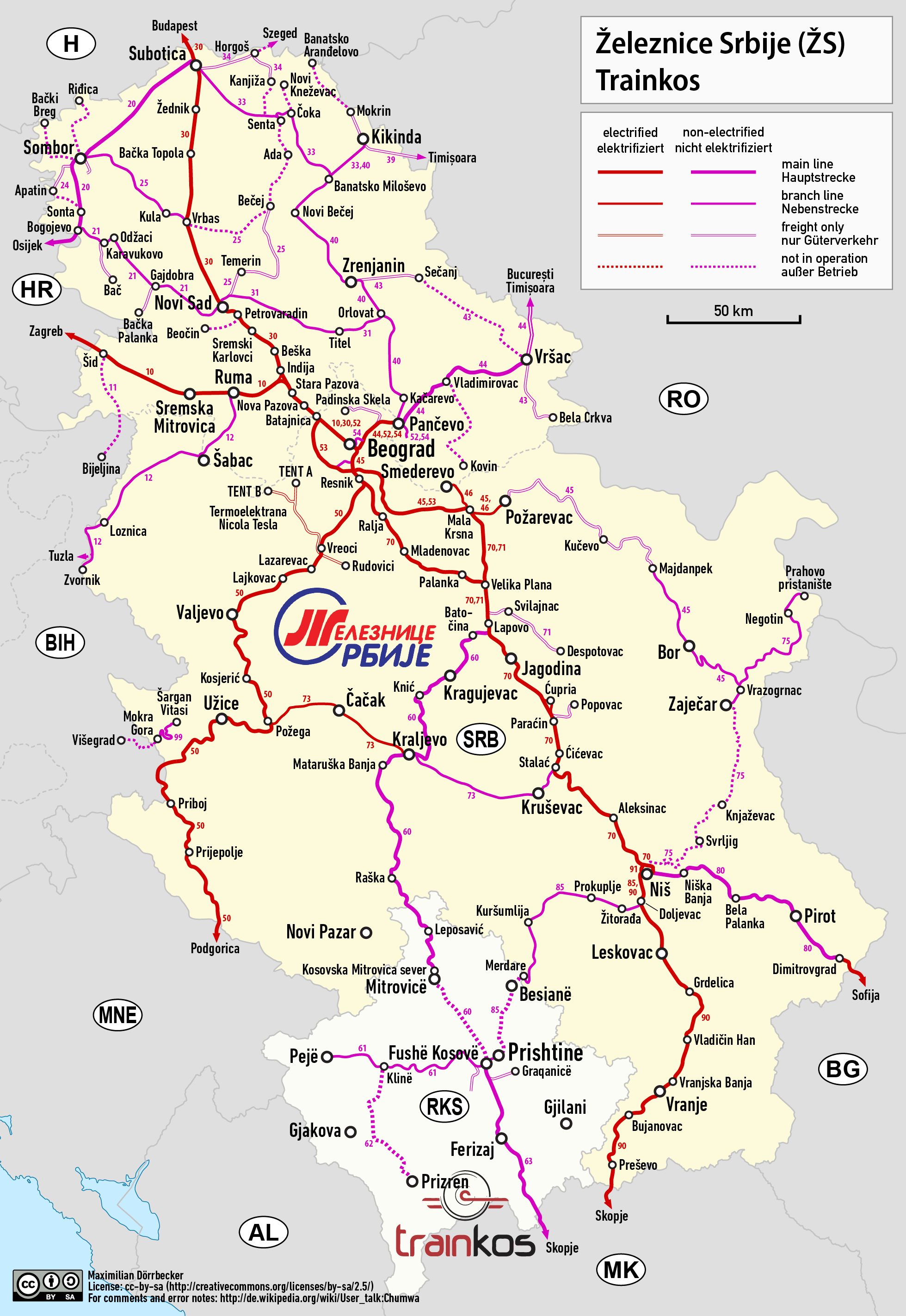

Los Ferrocarriles Serbios (en serbio: Железнице Србије, Železnice Srbije o  ŽS) son la compañía nacional de ferrocarril de Serbia. Fundada en 1881 y con sede en Belgrado, los Ferrocarriles Serbios son miembro de la Unión Internacional de Ferrocarriles y su código es 72.
La longitud total de los ferrocarriles en Serbia es 4 347 kilómetros, de los que 1 387 kilómetros están electrificados (32%). La red ferroviaria en Serbia se basa en el ancho de vía de 1.435 mm, y todos los otros sistemas de ancho de vía fueron abandonados a partir de 1964, cuando se modernizaron los planos ferroviarios de la ex Yugoslavia. El primer tramo que se electrificó fue el de Belgrado-Zagreb a través de Šid el 31 de mayo de 1970.

## Historia

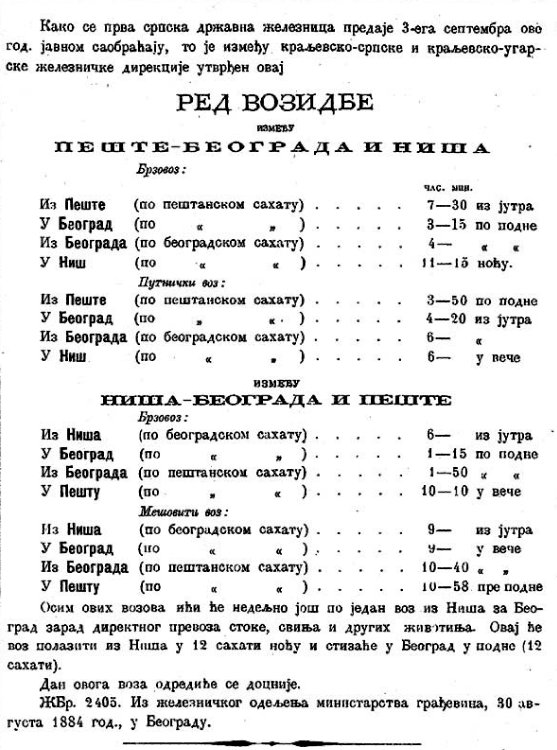
Primer horario de los Ferrocarriles Serbios en 1884.

La historia del ferrocarril en Serbia comienza durante la segunda mitad del siglo XIX, cuando la mayor parte del territorio estaba todavía en poder de los imperios austro-húngaro y otomano. La primera línea de ferrocarril en el territorio actual de Serbia fue inaugurada el 20 de agosto de 1854 entre Lisava-Oravica-Bazijaš y el tren que operaba en el tráfico de caballos que fueron sustituidas en 1856 por las locomotoras de vapor. Parte de la línea se encuentra en Serbia y pasa a través de Bela Crkva, mientras que el resto se encuentra en Rumania. Todas las líneas construidas posteriormente fueron orientadas hacia Budapest debido a que el territorio todavía era parte del Imperio Austro-húngaro en aquel entonces. En el territorio que estaba bajo los otomanos, la línea de Skopje-Kosovska Mitrovica fue inaugurada en 1874. Sin embargo, la gran expansión comenzó después del Congreso de Berlín y la formación del Reino de Serbia durante la segunda mitad del siglo XIX.
Los Ferrocarriles Serbios como empresa se remontan a 1881, cuando el rey Milan I declaró la formación de los Ferrocarriles Nacionales de Serbia. El primer tren partió de la Estación Principal de Belgrado hacia Niš, el 23 de agosto de 1884, el cual es considerado por los Ferrocarriles de Serbia como el año oficial en que fue creada la compañía. Desde 1920 hasta la disolución de Yugoslavia operó bajo el nombre de Ferrocarriles Yugoslavos. La primera línea electrificada se abrió entre Belgrado y Šid en 1970.
El Tren Azul, que era un tren de lujo especialmente construido y utilizado por el expresidente yugoslavo Josip Broz Tito, todavía está en servicio en los Ferrocarriles Serbios en servicios especiales.
El 27 de febrero de 1993, 18 bosníacos y un croata que iban en un tren de pasajeros en la ruta de Ferrocarriles Yugoslavos de Belgrado fueron secuestrados en la estación de ferrocarril de Štrpci. Posteriormente fueron llevados por sus captores a Višegrad donde los 19 pasajeros fueron ejecutados. El incidente se conoce como la masacre de Štrpci.
El 12 de abril de 1999, durante el bombardeo de la OTAN sobre Yugoslavia de 1999, un tren de los Ferrocarriles Yugoslavos de pasajeros fue alcanzado por un misil de crucero de la OTAN en Grdelica y un total de 14 personas perdieron la vida.
En 2010, los Ferrocarriles Serbios se unieron a Cargo 10, una empresa conjunta con otros ferrocarriles de la región balcánica. El Banco Europeo para la Reconstrucción y el Desarrollo concedió cuatro préstamos para que los Ferrocarriles Serbios comenzasen la modernización de su infraestructura.

## Imágenes

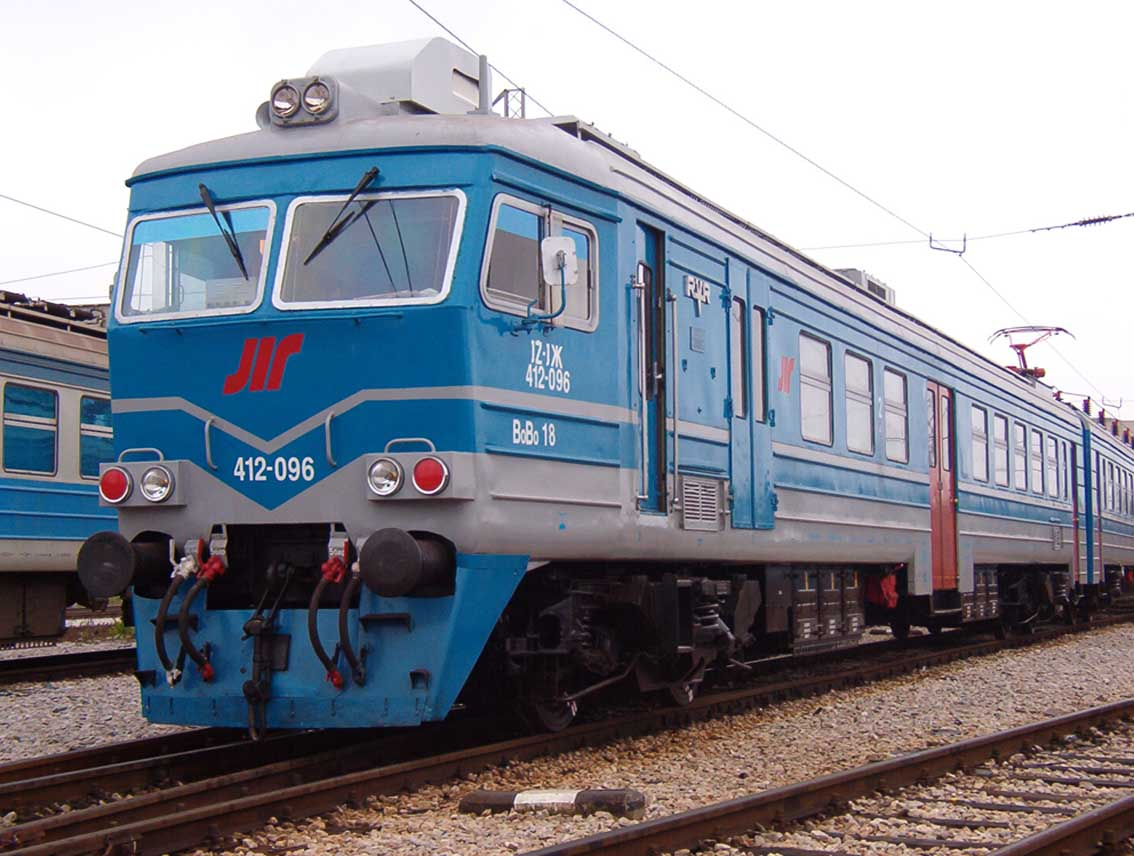
Unidad de tren de la clase 412
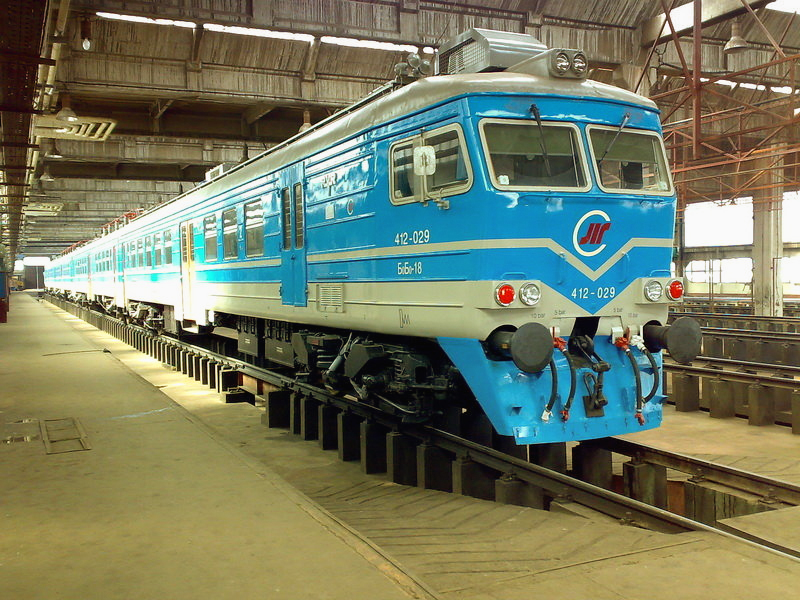
Clase 412
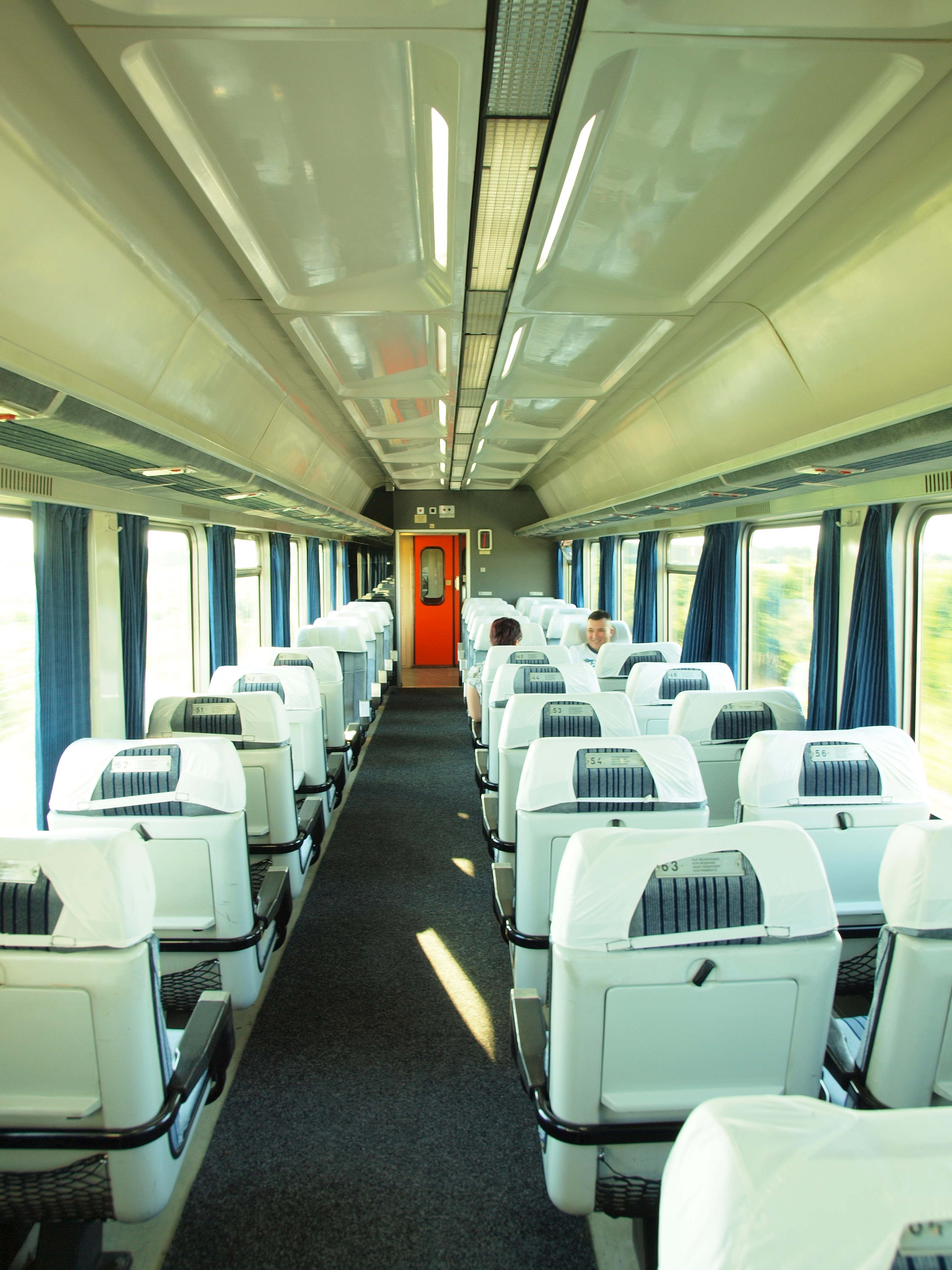
Interior de un vagón del ŽS.
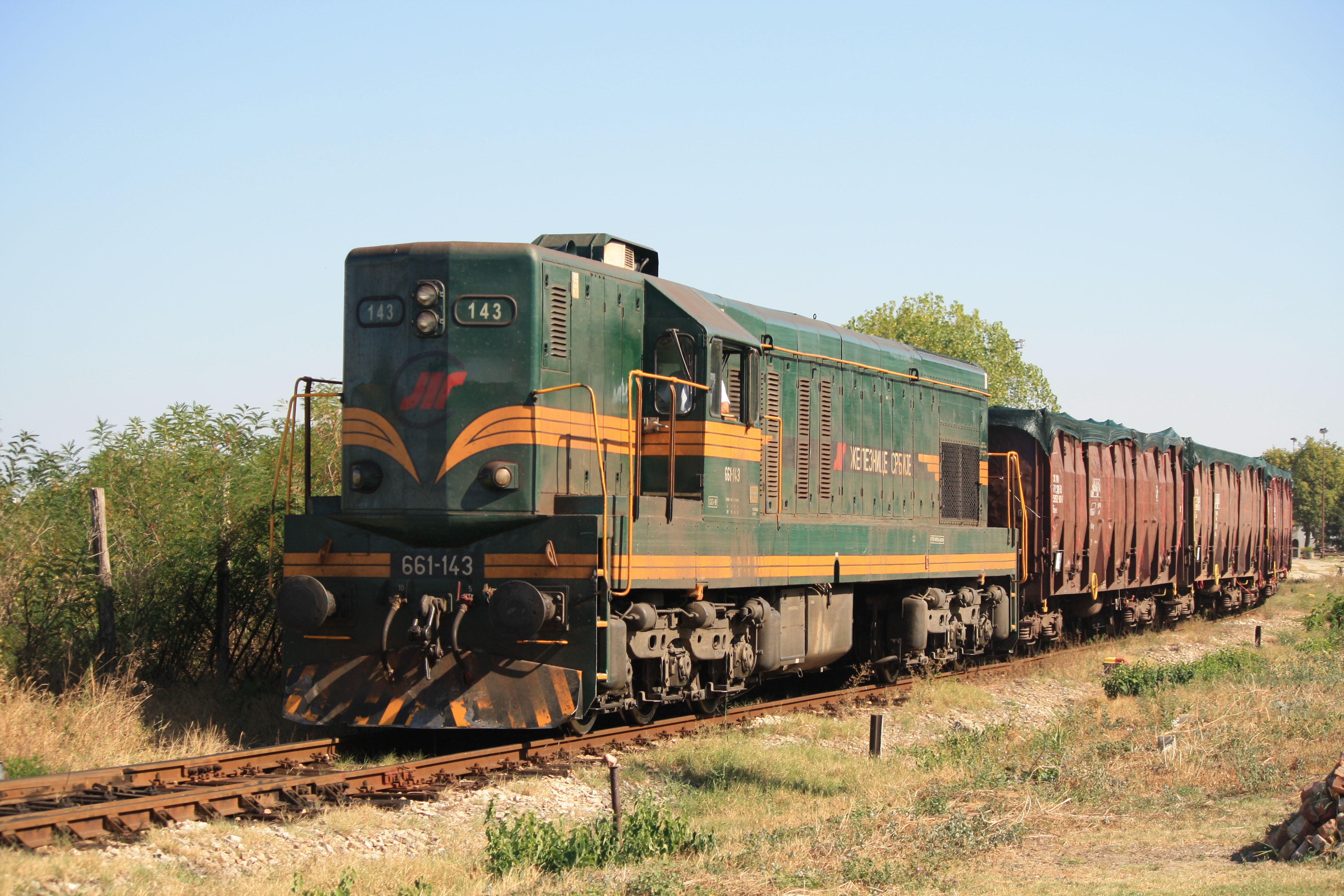
Locomotora clase 661.